# Сідар-Гіллс (Орегон)
Сідар-Гіллс (англ. Cedar Hills) — переписна місцевість (CDP) в США, в окрузі Вашингтон штату Орегон. Населення — 8379 осіб (2020).

## Географія
Сідар-Гіллс розташований за координатами 45°30′16″ пн. ш. 122°48′24″ зх. д. / 45.50444° пн. ш. 122.80667° зх. д. (45.504435, -122.806550).  За даними Бюро перепису населення США в 2010 році переписна місцевість мала площу 4,96 км², з яких 4,94 км² — суходіл та 0,02 км² — водойми.

## Демографія
Згідно з переписом 2010 року, у переписній місцевості мешкало 8300 осіб у 3410 домогосподарствах у складі 2128 родин. Густота населення становила 1673 особи/км².  Було 3574 помешкання (720/км²).
Расовий склад населення:
| - 81,0 % — білих - 4,8 % — азіатів - 1,2 % — чорних або афроамериканців - 0,6 % — корінних американців - 0,3 % — вихідців з тихоокеанських островів - 7,5 % — осіб інших рас |

До двох чи більше рас належало 4,5 %. Частка іспаномовних становила 13,8 % від усіх жителів.
За віковим діапазоном населення розподілялося таким чином: 22,9 % — особи молодші 18 років, 64,1 % — особи у віці 18—64 років, 13,0 % — особи у віці 65 років та старші. Медіана віку мешканця становила 38,3 року. На 100 осіб жіночої статі у переписній місцевості припадало 97,2 чоловіків;  на 100 жінок у віці від 18 років та старших — 94,0 чоловіків також старших 18 років.
Середній дохід на одне домашнє господарство  становив 90 016 доларів США (медіана — 67 804), а середній дохід на одну сім'ю — 107 315 доларів (медіана — 90 385). Медіана доходів становила 57 118 доларів для чоловіків та 45 042 долари для жінок. За межею бідності перебувало 10,3 % осіб, у тому числі 14,9 % дітей у віці до 18 років та 4,6 % осіб у віці 65 років та старших.
Цивільне працевлаштоване населення становило 4833 особи. Основні галузі зайнятості: освіта, охорона здоров'я та соціальна допомога — 20,0 %, виробництво — 14,2 %, роздрібна торгівля — 12,7 %, науковці, спеціалісти, менеджери — 12,0 %.

## В культурі
В Сідар-Гіллс відбуваються частина подій відеогри The Casting of Frank Stone.